# Bacchant

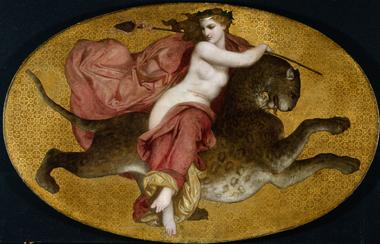
Bacchantin auf einem Panther (Gemälde von William-Adolphe Bouguereau)

Ein Bacchant ((altgriechisch Βάκχος Bakchos bzw. eine Bacchantin Βάκχη), auch Bakchant) ist ein Teilnehmer einer Kultfeier (Orgie) des Dionysos, der von der Gottheit ergriffen zu rasen beginnt. Diese Raserei wird als Mania (μανία) bezeichnet, daher auch die Bezeichnung Mänade für die (weiblichen) Anhänger des Gottes im griechischen Kult.
Die Attribute des Bacchanten, die sich auch in den bildlichen Darstellungen regelmäßig finden, ist die Bekleidung mit einem Hirschkalbfell (νεβρίς nebrís) und vor allem der Thyrsosstab.

## Herkunft

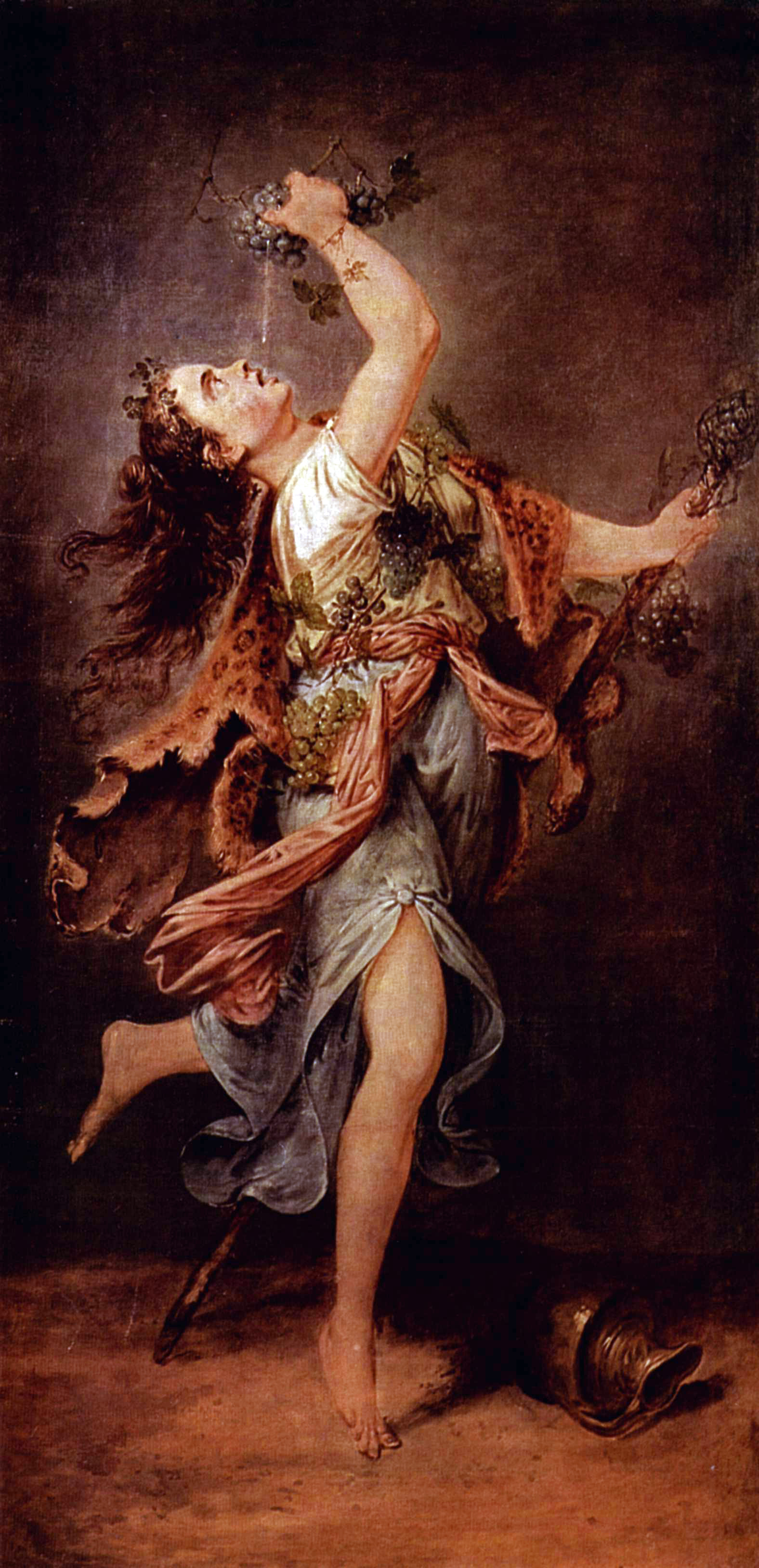
Bernhard Rode, Baccantin, 1785

Das Bild des Bacchanten in der abendländischen Kunstgeschichte wird stark durch die Form geprägt, die der Kult bei den Römern annahm.
Die römischen Bacchanalien gingen ursprünglich wahrscheinlich aus eher ländlichen Frühlingsfesten hervor. Inwieweit der Kult mit dem des etruskischen Fufluns identisch war oder von diesem beeinflusst wurde, kann heute nicht mehr gesagt werden.
Zu Anfang des 2. Jahrhunderts v. Chr. aber entwickelten sich die Kultfeiern zu exzessiven Gelagen, die von Tänzen und Orgien begleitet waren, im Geheimen stattfanden und zu denen (anders als im griechischen Kult) auch Männer zugelassen waren.
Nach dem Bericht des Livius soll es im Verlauf dieser Orgien auch zu Verbrechen, sexuellem Missbrauch und Mord gekommen sein.
186 v. Chr. kam dies zur Kenntnis der römischen Behörden und damit zum sogenannten Bacchanalienskandal. Der römische Senat verbot den Kult, ließ die Kultstätten zerstören und zahlreiche Anhänger des Kultes (Livius spricht von 7000) hinrichten.

## Rezeption

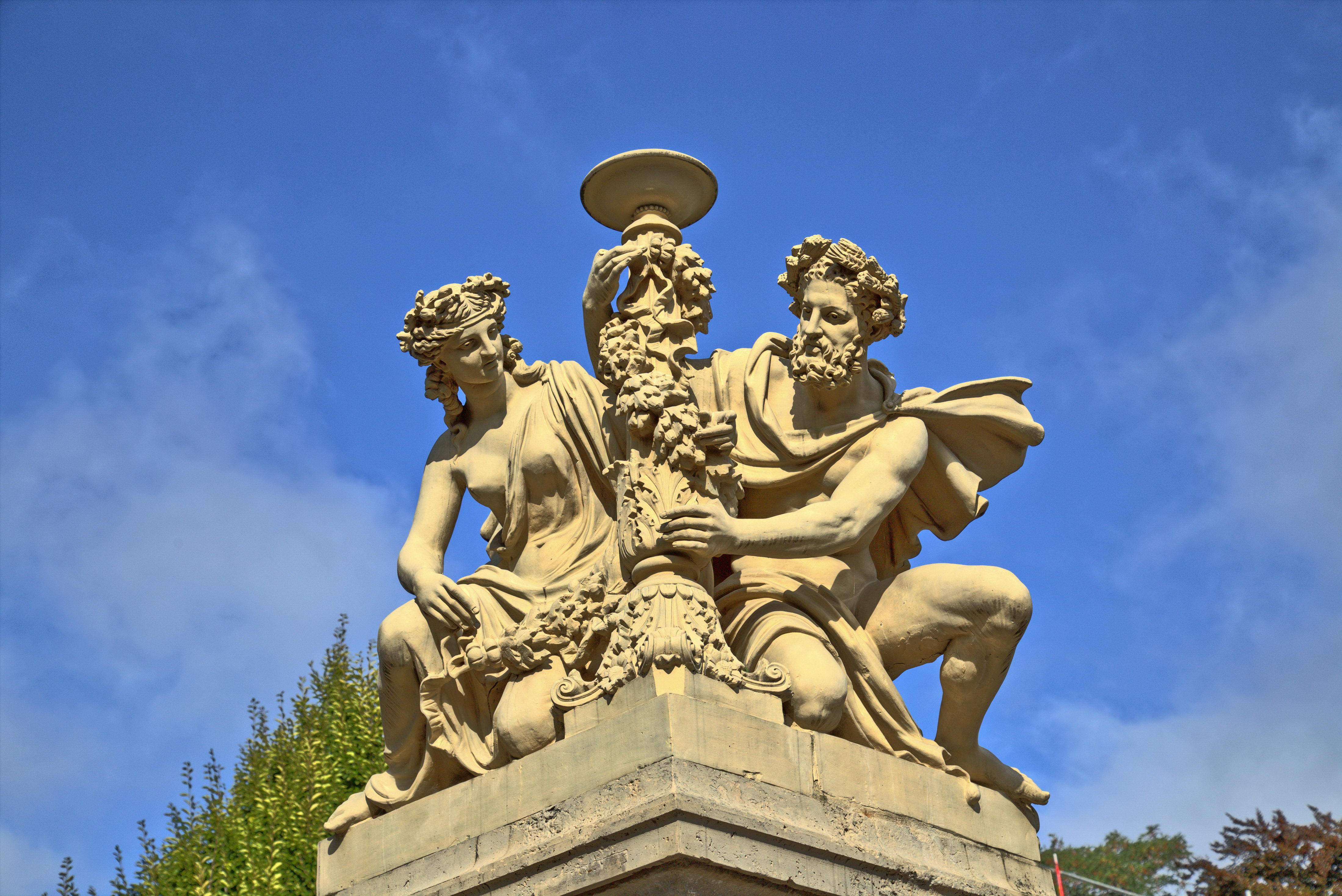
Girlandenwindende Bacchanten aus Terrakotta, Charlottenburger Tonwarenfabrik Ernst March, um 1870

In späteren Jahrhunderten wurden Bacchanten zum Synonym für Betrunkene und enthemmt feiernde Menschen, speziell jedoch für Weintrinker. Sie wurden ein beliebtes Motiv in den bildenden Künsten, wobei der ursprüngliche mythologische Hintergrund in der Darstellung – je nach Zeitgeschmack – eine unterschiedlich große Rolle spielt.
Abgeleitet davon wurden in der Burschensprache studentischer Kreise im 16. und 17. Jahrhundert die Neulinge an den Hohen Schulen als Bacchanten bezeichnet.